# Пэрри, Джо (снукерист)
Джо Перри (род. 13 августа 1974) — английский профессиональный игрок в снукер.

## Карьера
Лучшим достижением Перри до сих пор остаётся финал European Open 2001 года. В 2004 году Перри впервые за 13 лет профессиональной карьеры вышел в четвертьфинал чемпионата мира; на том же турнире он сделал высший для себя брейк в 145 очков. В 2002 году англичанин впервые попал в Топ-16 снукеристов, а в 2009 достиг наивысшего для себя рейтинга.
В 2004 и 2005 годах Перри становился полуфиналистом чемпионата Великобритании, но оба раза уступал не очень сильным соперникам.
В сезоне 2007/2008 Джо Перри дважды доходил до четвертьфиналов (на Гран-при и открытом чемпионате Уэльса). Он также достиг 1/8 финала на чемпионате Великобритании и выиграл квалификационный турнир на участие в Премьер-лиге (Championship League). На чемпионате мира 2008 года Перри дошёл до полуфинала, где проиграл Алистеру Картеру со счётом 15:17.
В сезоне 2008/2009 лучшим достижением Джо стал четвертьфинал чемпионата Великобритании.
28 марта 2015г выиграл Players Championship Grand Final 4-3 у Марка Уильямса, таким образом взяв свой первый в карьере титул.
Джо Перри входит в «Клуб 100», имея на своем счету около 130 сенчури-брейков. На набор ста сенчури у Перри ушло 17 сезонов.

## Достижения в карьере
- Welsh Open обладатель — 2022
- European Open финалист — 2001
- Чемпионат мира полуфинал — 2008
- Championship League победитель — 2008